# Боэро, Фелипе
Фелипе Боэро (исп. Felipe Boero; 1 мая 1884, Буэнос-Айрес — 9 августа 1958, там же) — аргентинский композитор и музыкальный педагог. Один из основателей аргентинской национальной оперы.

## Биография
В детстве учился музыке в Буэнос-Айресе у Артуро Берутти. В 1902 году окончил педагогическую школу в родном городе, получил специальность преподавателя искусств. В 1912 году выиграл «Гран-при Европы», получил стипендию для обучения в Парижской консерватории.
До 1914 года учился в Париже у Габриэля Форе и Поля Антуана Видаля.
Начало Первой мировой войны заставило его вернуться на родину.
В 1915 году он вместе с группой единомышленников участвовал в создании Национального музыкального общества Аргентины, которое сегодня носит название Аргентинской ассоциации композиторов.
Преподавал в различных учреждениях начального, среднего и высшего образования, работал директором школы и инспектором. В 1938 году стал членом Национальной комиссии по искусству Аргентины.
Помимо шести опер, сочинял симфонии, оратории, мессы, ряд инструментальных и вокальных произведений.

## Избранные сочинения

### Оперы
- Tucumán, опера, 1918
- Ariana y Dionysios, опера, 1920
- Raquela, опера, 1923
- Siripo, опера, 1924
- Las Bacantes, опера, 1925
- El matrero, опера, 1929

### Симфоническая музыка
- Camino solitario
- Carnaval en la sierra (1935).
- Chacarera mendocina
- Crepúsculo pampeano
- El Caramba
- El gato porfiado (1935)
- El inglés de los güesos (1936)
- El Lacar,
- Vidala de Carnaval (1935)

## Память
В 1969 году почта Аргентины выпустила марку с изображением Фелипе Боэро.